# Liebenberg (Gemeinde Ludweis-Aigen)
Liebenberg ist eine Ortschaft und eine Katastralgemeinde in der Marktgemeinde Ludweis-Aigen im niederösterreichischen Waldviertel. Die Ortschaft hat 24 Einwohner (Stand 1. Jänner 2024).

## Geografie
Das Dorf liegt östlich des Sieghartser Baches, der im benachbarten Aigen in den Seebsbach mündet. Die aus Fistritz kommende Landesstraße L8049 führt durch den Ort. Zur Katastralgemeinde gehört auch die Liebenbergmühle am Sieghartser Bach. Am 1. April 2020 umfasste die Ortschaft 25 Adressen.

## Geschichte
Der Ort wurde erstmals im Jahr 1175 urkundlich erwähnt; damals trat ein „Otto von Libenberc“ als Zeuge in einer Urkunde des Grafen Konrad von Raabs auf. Der Ortsname leitet sich vom Personennamen Libo an, nach dem hier ein Berg benannt ist - damit ist entweder die Ruine Liebenberg oder der Hausberg gemeint.
Im Jahr 1822 wurde der Ort als Dorf mit 48 Häusern genannt, das nach Aigen eingepfarrt war, wohin auch die Kinder eingeschult wurden. Die Herrschaft Raabs besaß die Ortsobrigkeit, übte die Landgerichtsbarkeit aus, besorgte die Konskription und hatte die Grundherrschaft inne.
Laut Adressbuch von Österreich waren im Jahr 1938 in Liebenberg ein Dachdecker, ein Drechsler, ein Gastwirt mit Gemischtwarenhandlung, eine Schneiderin und einige Landwirte ansässig.

## Siedlungsentwicklung
Zum Jahreswechsel 1979/1980 befanden sich in der Katastralgemeinde Liebenberg insgesamt 30 Bauflächen mit 14.877 m² und 38 Gärten auf 16.860 m², 1989/1990 gab es 30 Bauflächen. 1999/2000 war die Zahl der Bauflächen auf 57 angewachsen und 2009/2010 bestanden 35 Gebäude auf 84 Bauflächen.

## Bodennutzung
Die Katastralgemeinde ist landwirtschaftlich geprägt. 143 Hektar wurden zum Jahreswechsel 1979/1980 landwirtschaftlich genutzt und 73 Hektar waren forstwirtschaftlich geführte Waldflächen. 1999/2000 wurde auf 143 Hektar Landwirtschaft betrieben und 74 Hektar waren als forstwirtschaftlich genutzte Flächen ausgewiesen. Ende 2018 waren 136 Hektar als landwirtschaftliche Flächen genutzt und Forstwirtschaft wurde auf 77 Hektar betrieben. Die durchschnittliche Bodenklimazahl von Liebenberg beträgt 31 (Stand 2010).

## Kultur und Sehenswürdigkeiten
- Ruine Liebenberg

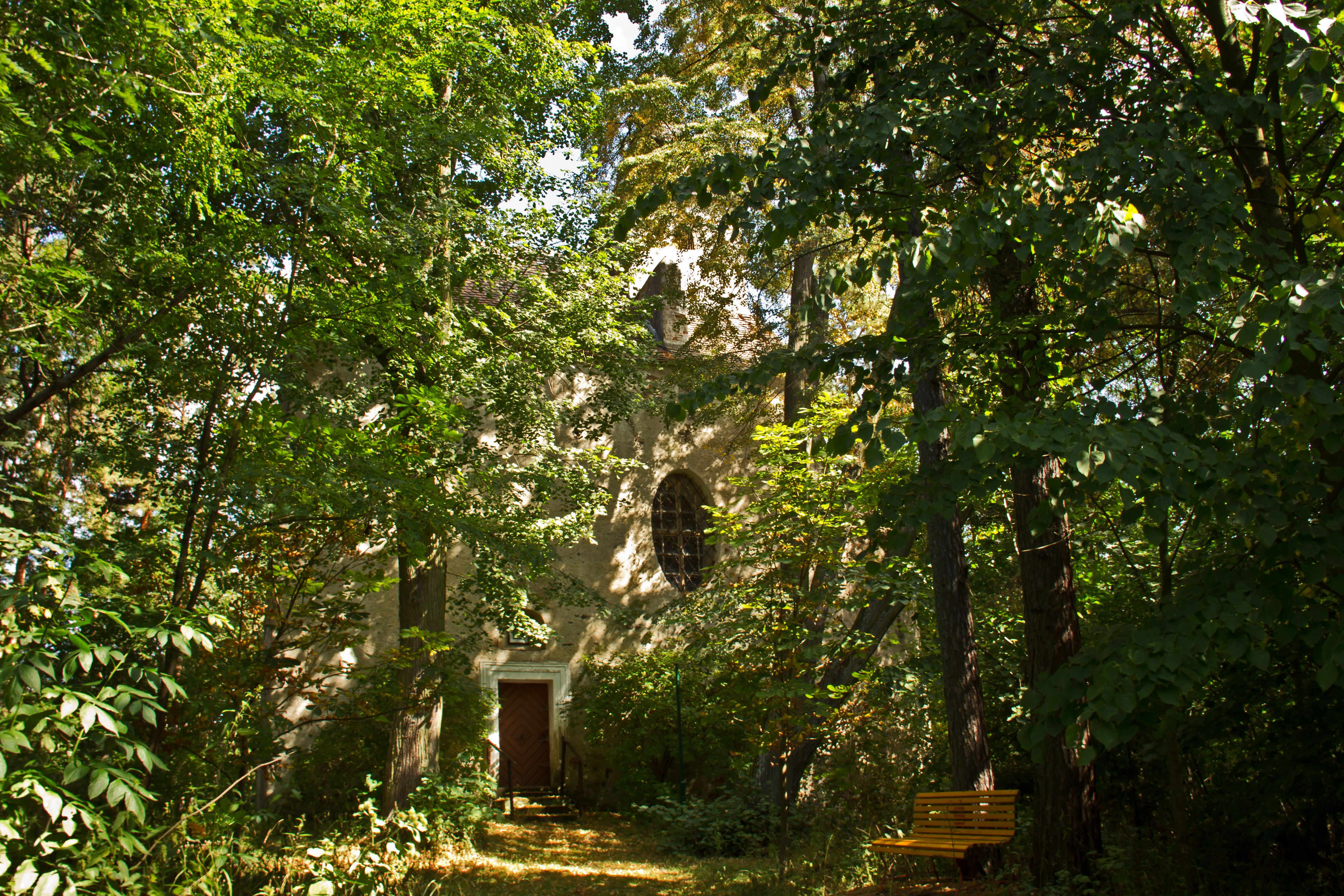
Kapelle Liebenberg

- Katholische Kapelle Liebenberg hl. Sebastian